# Prima battaglia di Châtillon-sur-Sèvre
La prima battaglia di Châtillon-sur-Sèvre è stata una battaglia della prima guerra di Vandea combattuta il 5 luglio 1793 a Châtillon-sur-Sèvre.

## Antefatti
Il generale François-Joseph Westermann era riuscito a prendere il capoluogo della Vandea, Châtillon-sur-Sèvre. Il grosso dell'Esercito cattolico e reale era stato respinto nella battaglia di Nantes, ed il generalissimo Jacques Cathelineau era stato gravemente ferito. Tuttavia i vandeani dovevano assolutamente rioccupare la loro "capitale" della Vandea, anche per allontanare un nemico in una posizione troppo avanzata. Così Charles de Bonchamps, Jean Nicolas Stofflet e Bernard de Marigny riunirono le proprie truppe a Cholet e la mattina del 5 luglio, raggiunsero Henri de La Rochejaquelein e Louis Marie de Lescure davanti Châtillon.

## La battaglia
Alle 10 del mattino, il cannone Marie-Jeanne, diede il via al combattimento. Dopo essere avanzata silenziosamente, una prima colonna vandeana comandata da Bonchamps, Lescure e La Rochejaquelein attaccò i repubblicani sul lato occidentale il Château-Gaillard. Completamente presi da sorpresa e spaventati dal numero di nemici, i repubblicani iniziarono a fuggire in modo scomposto che gli provocò ulteriori perdite. Ripiegando su Châtillon, si imbatterono con una seconda colonna vandeana comandata da Stofflet e Marigny, che rapidamente riuscì a respingerli, entrando in città.
Il generale Westermann non ebbe neanche il tempo di organizzare le sue truppe che montò a cavallo e riuniti i suoi cavalieri scappò verso Bressuire. Molti soldati repubblicani si arresero, ma i numerosi incendi che avevano appiccato nella città avevano infuriato i vandeani che per vendetta uccisero molti di essi, Marigny stesso uccise molte decine di prigionieri incoraggiando i suoi uomini a fare lo stesso, Lescure però lo fermò, salvando circa 1 000 prigionieri repubblicani.

## Conseguenze
Dei 6 000 soldati repubblicani, 4 500 erano stati uccisi sia nella battaglia sia nei massacri perpetrati dopo di essa, 1 000 erano stati fatti prigionieri e tutti i pezzi di artiglieria andarono persi. Solo Westermann con 500 cavalieri era riuscito a scappare, ma fu incalzato da gruppi di vandeani lungo il cammino e arrivò a Parthenay con solamente 300 uomini. La spedizione di Westermann che era iniziata molto bene si trasformò in un disastro. Westermann fu richiamato a Parigi su ordine della Convenzione, che lo inviò a Niort dove un consiglio di guerra lo condannò a morte, ma venne liberato e sfuggì alla ghigliottina.